# Дакийски крепости в планините Оръщие
Дакийски крепости в планините Оръщие, Румъния са построени в стил мурус дакикус между 1 век пр.н.е. и 1 век като защита срещу римските нашествия.
6-те крепости – Сармизеджетуса, Блидару, Пятра Рошие, Костещ, Къпълна и Бъница - формират отбранителната система на Дечебал. Техните обширни и добре запазени останки дават представа за силна и новаторска древна цивилизация.
Те са част от Световното наследство на ЮНЕСКО. Днес местността често е обект на иманярство, тъй като в Румъния няма закони за борба с него.

## Галерия
- Дакийската крепост Костещ
- Крепостта Блидару
- Крепостта Блидару
- Светилища в Сармизеджетуса
- Андезитни светилища в Сармизеджетуса
- Голямо варовиково светилище в Сармизеджетуса
- Малко варовиково светилище в Сармизеджетуса
- Слънчев диск в Сармизеджетуса
- Мурус дакикус в Сармизеджетуса
- Павиран дакийски път в Сармизеджетуса